# Hydaburg
Hydaburg es una ciudad ubicada en el Área censal de Príncipe de Gales–Hyder en el estado estadounidense de Alaska. En el Censo de 2010 tenía una población de 376 habitantes y una densidad poblacional de 248,59 personas por km².

## Geografía
Hydaburg se encuentra en las coordenadas 55°12′29″N 132°49′36″O / 55.20806, -132.82667. Según la Oficina del Censo de los Estados Unidos, Hydaburg tiene una superficie total de 1,51 km², de la cual 1,51 km² corresponden a tierra firme y (0,34%) 0,01 km² es agua.

## Demografía
Según el censo de 2010, había 376 personas residiendo en Hydaburg. La densidad de población era de 248,59 hab./km². De los 376 habitantes, Hydaburg estaba compuesto por el 11,44% blancos, el 0,53% eran afroamericanos, el 77,13% eran amerindios, el 0% eran asiáticos, el 0,27% eran isleños del Pacífico, el 1,06% eran de otras etnias y el 9,57% pertenecían a dos o más etnias. Del total de la población el 3,19% eran hispanos o latinos de cualquier etnias.

## Localidades adyacentes
El siguiente diagrama muestra a las localidades más próximas a Hydaburg.